# Schöne Tage (1981)
Schöne Tage ist ein österreichischer Tragödienfilm von Fritz Lehner aus dem Jahr 1981. Er wurde nach dem gleichnamigen Roman von Franz Innerhofer verfilmt. Alle Filmrollen wurden von Laiendarstellern verkörpert. Im Hintergrund dokumentiert ein Erzähler die Handlung.

## Handlung
Der Film stellt die Rohheit eines Pinzgauer Bauern und die große Not und Minderwertigkeit von dessen Knechten und Mägden dar. Die Geschichte wurde jedoch an einen Kärntner Bauernhof verlegt. Es wird auch die Situation der Dienstboten, die heimliche Liebschaften hatten und deren Kinder erneut von den Bauern zu Arbeitern gemacht wurden, zur Sprache gebracht.
Der sechsjährige Franzi lebt mit seiner Mutter Olga in einer kleinen Wohnung hinter einem Bahnhof. Er ist in trauriger Stimmung, weil er bereits weiß, dass er weggeschickt wird. Er unternimmt zunächst eine Verletzung seiner Lippen an einem gefrorenen Geländer. Am Tag der Abreise tröstet ihn die Mutter, dass er es am Bauernhof seines richtigen Vaters guthaben werde. Begleitet wird er von seinem Stiefvater. Bei der Ankunft am Hof erweist sich der richtige Vater als bösartiger, gewalttätiger Bauer, der sich über Franzi verächtlich äußert: „Des is oiso mei Jugendsind (Das ist also meine Jugendsünde)“.
Bei den Knechten und Mägden geht zunächst in Gegenwart des Stiefvaters ein Gelächter los unter dem Vorwand, dass es am Land so heiter zugeht. Franzi verspürt keinerlei Appetit, der Vater zwingt ihn jedoch zum Essen. Auf Franzis Heimweh gehen Bauer und Bäuerin nicht ein und sagen, dass nun am Hof sein neues Zuhause sei.
Beim Mähen auf den Wiesen werden die Dienstboten vom Oberknecht bis zur Erschöpfung angetrieben, worauf Franzi in das leerstehende Haus neben dem Hof flüchtet. Anschließend wird er an das Pferd, das mit dem Wagen das gemähte Gras abtransportiert, gebunden. Franzi wird unter den miesen Verhältnissen am Hof zum Bettnässer.
Als Franzi die Volksschule besucht, verhält er sich sehr schüchtern, und bei der Hausaufgabe ertappt ihn der Vater und schickt ihn erzürnt an die Arbeit. Bald darauf wird von der Fürsorge Maria (ein kleines Mädchen) an den Hof gebracht, ein Kind, das seine Mutter nicht kennt.
Der Knecht Höller verweigert die Sonntagsarbeit. Weil Franzi bei der Sonntagsmesse nicht anwesend war, muss er abends beim Vater um Hiebe bitten. Die Schmerzensschreie sind am ganzen Hofgelände zu hören. Anschließend muss sich Franzi für die Schläge bedanken.
Franzi findet schließlich bei Moritz, einem alten, überarbeiteten und stummen Knecht, Zuflucht. Dieser lässt ihn bei der Reparatur einer Taschenuhr zusehen und zeigt ihm danach sein Zimmer mit einer Uhrensammlung, was den Bauern sehr verärgert.
Im Sommer treiben der Bauer und Franzi die Kühe auf die Weide hinaus, wobei der Bauer ihn wegen Ungehorsams in der Wiese verprügelt. Nun ist für Franzi alles vorbei. Er verwüstet sein Zimmer, verbrennt seine Schulhefte und flüchtet mit dem Zug zu Olga, seiner Mutter, bei der er bis vor einem Jahr wohnte. Er möchte bei der Mutter bleiben, doch sie lehnt es ab, ihn bei sich aufzunehmen, zumal sie weitere Kinder zu versorgen hat, und bringt ihn erneut an den schrecklichen Hof zurück. Als Franzi von der Untersuchung beim Arzt zurückkehrt, erleidet der Knecht Moritz einen Unfall mit dem Pferdewagen, den er mit Milchkannen beladen hat, und lässt die Milch in den Bach fließen.
Als Franz in die Pubertät kommt, steigern sich die Schikanen. Er muss, wie die anderen Dienstboten, Schwerstarbeit leisten. Er ist weiterhin ein Bettnässer. Nach dem Aufstieg zur Almhütte findet Franz einen toten Hirsch, den er sehr bewundert, und hält dieses Erlebnis in einem Schulaufsatz fest. Weiters verbreitet sich am Hof das Gerücht, dass Maria von Knecht Höller schwanger wurde, worauf er sie vermutlich anzeigt. Maria flüchtet anschließend mit dem Rad und kämpft sich durch die vorbeikommende Fronleichnamsprozession. Beim Altar an ihrem Hof findet die Prozession den erhängten Höller. Als bei Höllers Beerdigung keine Glocken ertönen, setzt Franz mit dem Seil die Glocken in Tätigkeit, was Ärger mit seinem Lehrer zur Folge hat. Franz muss auch seinen sonderbaren Aufsatz (mit dem toten Hirsch) der Klasse vortragen, worauf ihn seine Mitschüler auslachen.
Als die Schulzeit zu Ende ist, verschweigt ihm sein Schulfreund Leo eine freie Lehrstelle als Mechaniker, die er ihm wegnimmt. Mittlerweile ist am Hof von Franz eine Hebamme angestellt, die den Bauersleuten die Wahrheit über die sozialen Missstände am Hof ausspricht. Franz empfindet für die Hebamme eine gewisse Liebe und bittet sie schriftlich, für immer am Hof zu bleiben. Diesbezüglich lässt sie ihn aber abblitzen. Franz ist nun verzweifelt und hat bereits Selbstmordgedanken. Doch er überlegt es sich anders.
Im nächsten Sommer wird ein Traktor den Bauersleuten vorgeführt, wobei Franz am Steuer sitzt. Alle hängen sich nun an das Seil des Traktors, dessen Zugkraft alle mitzieht.
Im Kleidergeschäft verweigert die Bäuerin Franz den Anzug, den er sich wünscht, aber er setzt sich darüber hinweg. Bald darauf erkundigt sich Franz in einer Mechanikerwerkstatt um eine Lehrstelle, in der bereits sein Freund Leo lernt. Der Meister sprach bereits mit seinem Vater über die angebliche Faulheit von Franz und lehnt sein Ansuchen ab. Bald darauf erhält Franz einen Brief, in dem ihm eine Lehrstelle als Schmied angeboten wird. Er fährt mit dem Rad hin, wobei er unterwegs seinen Koffer samt Inhalt in den Bach wirft. In der Schmiede fühlt er sich wohl wie noch nie zuvor. Inzwischen ist Knecht Moritz gestorben und die Stiefschwester öffnet und liest den letzten Brief von Franz an Moritz der Bäuerin vor. Daraufhin reagiert der Bauer nicht gerade erfreut und fordert Franz auf, am Hof zu bleiben. Den Schluss des Films bildet ein offenes Ende.

## Rezeption
Das Werk wird als Anti-Heimatfilm bezeichnet und gilt als Meilenstein der österreichischen Literaturverfilmung und legendäre ORF-Produktion. „Nah an der Wahrnehmungswelt seiner Hauptfigur überwiegen Blicke auf Kleinigkeiten, werden alltägliche Abläufe zu rhythmischen Kakophonien, immer wieder durchbrochen von den Großaufnahmen der gezeichneten Gesichter von Bauern und Dienstpersonal“ beschreibt das österreichische Filmarchiv den Film.
2006 wurde der Film in die erste Staffel der DVD-Reihe Der österreichische Film aufgenommen.

## Auszeichnungen
1983 erhielt Fritz Lehner für Schöne Tage den Adolf-Grimme-Preis mit Gold.